# Pholcus excavatus
Pholcus excavatus is een spinnensoort uit de familie trilspinnen (Pholcidae). De soort komt voor in Congo.